# Željko Knapić
Željko Knapić (Čakovec, 26. ožujka 1957.), hrvatski atletičar. Natjecao se za Jugoslaviju. Aktualni je hrvatski rekorder na 200m i 400m. Prvi je hrvatski atletičar koji je 200m otrčao ispod 21 sekunde (1981. ili ranije).
Natjecao se na Olimpijskim igrama 1980. u štafetnoj utrci 4 x 400 metara, a nastupio je u prednatjecanju. Na Mediteranskim igrama 1979. u štafetnoj utrci 4 x 400 metara osvojio je srebrnu medalju, a na MI 1983. u utrci na 400 metara osvaja broncu.
Bio je član varaždinske Slobode i zagrebačke Mladosti.